# Staveley (Cumbria)
Staveley (případně Staveley-in-Westmorland či Staveley-in-Kendal) je vesnice ve Spojeném království, která leží v hrabství Cumbria na severozápadě Anglie. Historicky patří do hrabství Westmorland. Leží šest kilometrů severozápadně od města Kendal na soutoku řek Kent a Gowan. Vesnici obklopují tři vrcholy. Na severní straně se nachází Reston Scar, na severovýchodní Piked Howe a na jižní Lily Fell. Ve středověku se zde nacházyly mplýny na výrobu vlněné látky. Nachází se zde malý katolický kostel a dvě bývalé kaple. V roce 2011 zde žilo 1 593 obyvatel.